# Miguel Ángel Odriozola
Miguel Ángel Odriozola Odriozola (Departamento de Colonia, 29 de enero de 1921-30 de noviembre de 2003) fue un arquitecto y urbanista uruguayo.

## Biografía
Odriozola nació a orillas del río Rosario, donde su padre era administrador del Molino Bonjour. Se recibió de arquitecto en 1945, en la Facultad de Arquitectura de la Universidad de la República. Colaboró con Julio Vilamajó en el Hotel El Mirador de Colonia y Villa Serrana.
Tuvo una destacada actuación en la investigación y proyecto de las obras de conservación y restauración del casco histórico de Colonia del Sacramento. Gracias a su intervención, este barrio mereció el distintivo de Patrimonio Mundial de la Humanidad, decretado por la UNESCO en 1995. Por tal motivo, recibió la distinción de Ciudadano Ilustre de Colonia.
En noviembre de 2021, la Cámara de Representantes le rindió homenaje.
Su hijo Miguel Ángel también ha intervenido en Colonia del Sacramento.

## Publicaciones
- Colonia del Sacramento (1984), en coautoría con Omar Moreira.
- De Colonia del Sacramento a Colonia: apuntes del Arq. Miguel Ángel Odriozola Odriozola (2012).